# 王观澜
王观澜（1906年7月13日—1982年1月19日），原名王金水，字克洪，浙江临海人，中華人民共和國政治人物。

## 生平
王观澜生于一个贫苦家庭。1925年加入中国共产主义青年团，1926年转为中国共产党党员。1927年，被中国共产党派到苏联学习，他先后在莫斯科东方大学、列宁学院学习。回国后，他来到中央苏区任职，担任中华苏维埃共和国中央政府土地部副部长兼中央土地委员会副主席。1932年秋至1933年春，他开展“查田运动”，获得毛泽东支持，使其获得推广。毛泽东担任查田运动领导委员会主任，他担任查田运动指导委员会主任。1934年秋，他随中国工农红军长征。长征到达陕北后，被任命为中央土地部部长、中央农民运动委员会主任。 1938年5月，调任中共陕甘宁边区党委副书记兼统战部部长。1939年3月，任陕甘宁边区统战委员会主任委员，萧劲光、林伯渠任副主任委员。1939年10月，当选为中国共产党第七次全国代表大会代表。
在长征中，王观澜留下的胃肠病，到陕北之后复发，但仍坚持工作。毛泽东得知后，亲笔为他写了“既来之，则安之……，直至最后战而胜之……”的条幅。
中华人民共和国成立后，王观澜历任中共中央政策研究室副主任，农业部党组书记、副部长，中共中央农村工作部副部长，国务院农林办公室副主任等职。1964年兼任中共北京农业大学党委书记、校长。在兼任中共北京农业大学党委书记、校长期间，他贯彻中央指示，在北京农业大学试行半农半读的教育制度。他还争取将农垦部所属的涿县实验站划归北京农业大学，作为半农半读教育基地及校办农场。他将北京农业大学作为试点，提出农业教育“五层楼”（从农业中等技校到研究院，共分五个层次）的设想，并且根据中央的批示，筹建北京农业大学研究院。当他了解到北京农业大学在陕西省甘泉县清泉沟办学，导致教职工身体健康变差的情况之后，和王震共同写报告给周恩来，呼吁解决。
“文化大革命”期间，他和妻子徐明清遭诬陷及迫害。1982年，王观澜於北京市北京醫院逝世，享年76岁。
为了纪念王观澜，临海市将一条道路命名为“观澜路”。